# Cayo Vibio Rufino
Cayo o Gayo Vibio Rufino (en latín: Gaius Vibius Rufinus) fue un senador romano que prosperó a principios del siglo I. Fue cónsul sufecto con su colega Marco Cocceyo Nerva en agosto de un año de la primera mital del siglo I; el año exacto es todavía motivo de debate. Rufino era conocido del poeta Ovidio, el cual le dedicó dos poemas durante su exilio en Tomis.

## Fecha de su consulado
Algunos estudiosos como Attilio Degrassi, fechan el consulado de Rufino y Nerva basándose en las fechas atribuidas al anterior gobernador de Germania Superior, concretamente en los años 43 y 45. Paul Gallivan, en su estudio sobre los cónsules sufectos de Claudio, aduce que "Rufino debió de asumir el consulado entre el 39 y el 42", dado que únicamente en el 40 y el 41 hubo plazas vacantes en agosto.

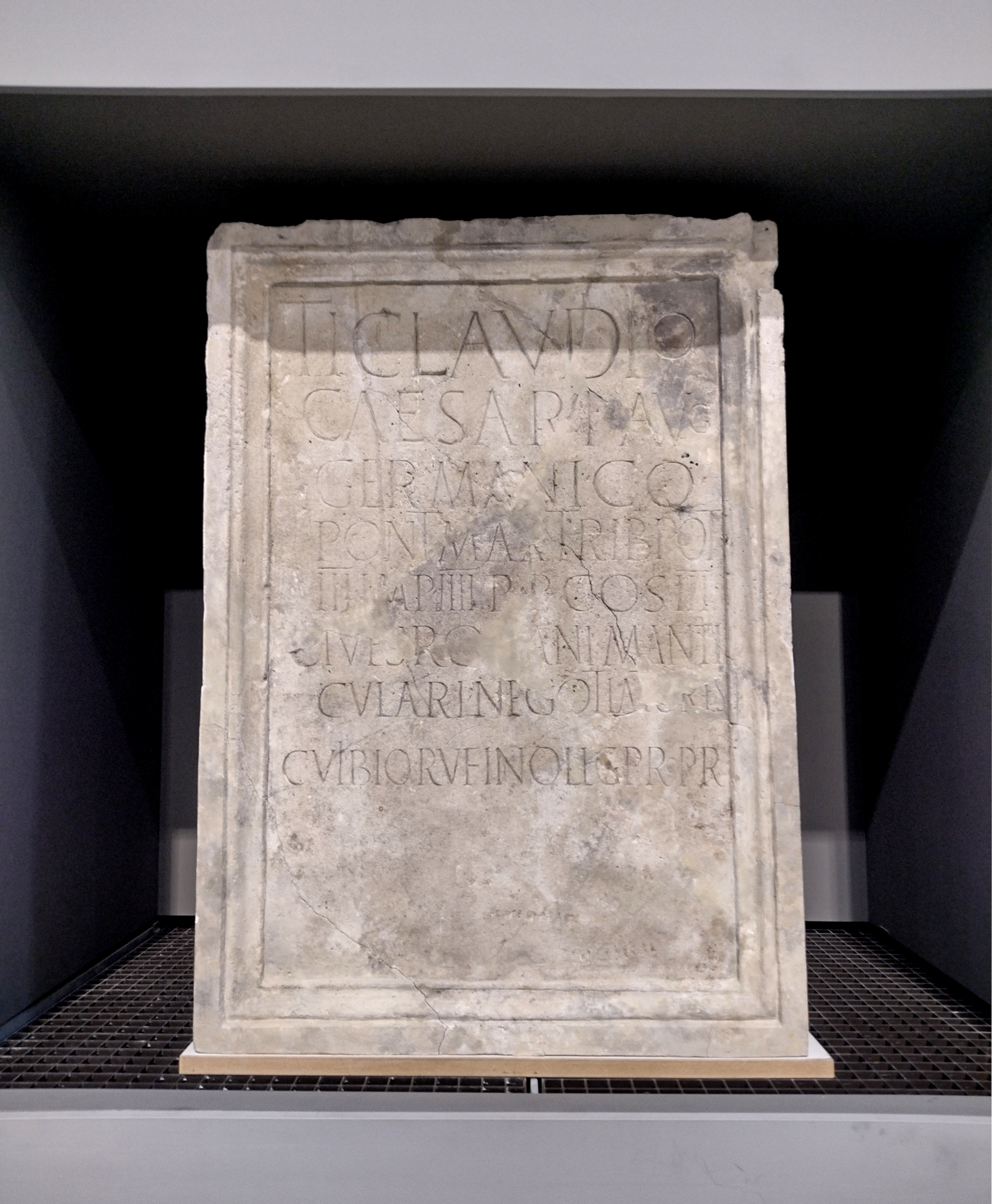
Inscripción dedicada al emperador Claudio en 43 por los negotiatores manticulari que eran ciudadanos romanos, siendo Cayo Vibio Rufino gobernador de Germania Superior.

La otros posibles años que se bajan para su consulado son el 21 o el 22, donde hay lagunas; no hay constancia del cónsul del año 21. Ronald Syme, quien se decanta por uno de esos años, apunta que Nerva fue curator aquarum en el año 24, un puesto que requería primero un consulado. Que el padre de Vibio Rufino, Gayo Vibio Rufo, fuera cónsul mismo no más de 6 año antes, no es un problema insalvable, dado que Rufo en el momento de su consulado era ya de avanzada edad y el lapso de tiempo entre su consulado y el de Rufino habría sido corto. Mientas que los 21 años entre su consulado y su nombramiento como gobernador de Germania Superior puediran suponer una contradicción con una fecha tan temprana, Syme contempla que "C. Vibio Marsus (suff. 17) sucediera a P. Petronius (suff. 19) en Siria, en o alrededor del año 42."

## Vida
Rufino era el hijo de Vibio Rufo y Publilia M.f., que había sido en su juventud la segunda esposa del orador Cicerón. Plinio el Viejo nombra a Rufino como el autor de seis libros sobre árboles, hierbas y flores.
Syme interpreta los poemas de Ovidio como indicativos de que Rufino tomó parte en la gran revuelta ilírica, que transcurrió entre 6 y  9. En cuyo caso su papel en tal conflicto no está claro: en varios artículos Syme especula que Rufino habría sido un tribuno militar, un cuestor o un legado con el rango de cuestor. Syme especula sobre si su experiencia militar podría explicar su nombramiento de la importante provincia de Germania Superior "muchos años después, aunque la experiencia miliar era una recomendación con menos relevancia que la lealtad."
Además de la gobernación de Germania Superior, el otro cargo que  Rufino ostentó fue el de procónsul de Asia. Tomando como punto de partida el par de fechas posibles de su consulado, Syme apunta que para la gobernación proconsular de Asia y África "Tiberio había intentado durante un tiempo que hubiera un plazo de diez años desde el nombramiento como cónsul" y le atribuye a Rufino este mando a 36/7; este es el mismo período que Tiberio impidió a Cayo Sulpicio Galba obtener el puesto.